# Mycosphaerella crystallina
Mycosphaerella crystallina är en svampart som beskrevs av Crous & M.J. Wingf. 1996. Mycosphaerella crystallina ingår i släktet Mycosphaerella och familjen Mycosphaerellaceae.   Inga underarter finns listade i Catalogue of Life.